# 幕寶電影公司
幕寶電影公司（又稱：银幕宝石影片公司）是美國索尼影視娛樂旗下的一家電影製作和發行工作室。該公司目前從事發行B級片及邪典電影，其發行的B級片和邪典電影以恐怖片居多。

## 歷史

### 動畫公司(1933-1946)
幕寶原是查爾斯・明茨的動畫公司，明茨透過哥倫比亞電影公司發行了他的動畫短片，包括Krazy Kat、Scrappy、Color Rhapsody等片。直到1939年，明茨將動畫公司賣給了哥倫比亞電影公司，動畫公司被哥倫比亞電影公司改名「幕寶」，源自哥倫比亞電影公司早期的口號:「螢幕上的寶石」。明茨的製作經理成為了工作室的負責人，但不久就被明茨的姐夫喬治·溫克勒(George Winkler)取代。過了一段時間，哥倫比亞電影公司解雇了的許多員工(包括溫克勒在內)，並聘請動畫師弗蘭克·塔什林。
塔什林退出後，戴夫弗萊許(弗萊許工作室的共同創辦人)、雷·卡茨(Ray Katz)等人紛紛加入。
為了降低成本，幕寶比其他動畫公司晚廢掉黑白動畫。幕寶最後一部黑白動畫是在1946年發行的，1949年，幕寶便倒閉了。

### 電視娛樂(1946-1974)
1948年，哥倫比亞電影公司旗下的電視製作公司借用了「幕寶」的名稱，當時該公司收購了Pioneer Telefilms，一家由哥倫比亞的負責人哈里·考恩(Harry Cohn)的侄子雷夫·考恩(Ralph Cohn)於1947年創立的電視廣告公司。Pioneer 後來被改組為幕寶，並於1949年8月15日在紐約開始營運。
到了1950年後期，幕寶也將重點放在電視台的營運。幕寶曾擁有的電視台包括KTVX電視台、WVUE-DT等。
1965年，哥倫比亞電影公司收購了一間紐約的製作公司EUE(僅擁有50％的經營權)，將其併入幕寶並重新命名為EUE /幕寶。在哥倫比亞影業出售給可口可樂公司之後不久，EUE /幕寶在1982年賣給了哥倫比亞電影公司的執行長喬治·克尼(George Cooney)。
1974 年 5 月 6 日，根據當時的製片廠總裁大衛·格伯 (David Gerber ) 的建議，Screen Gems 更名為哥倫比亞影視電視，後者接替阿特·弗蘭克爾 (Art Frankel) 擔任製片廠總裁。[29]在更名之前，這個屏幕寶石化身的最後一部著名作品是 1974 年的迷你劇QB VII。從技術上講，哥倫比亞是最後一家進入電視行業的大製片廠。
1982年，哥倫比亞電影公司被可口可樂公司收購。到了1987年12月21日，可口可樂公司將哥倫比亞電影公司以31億美元賣給了三星影業， 哥倫比亞電影公司便被重新命名為「哥倫比亞影業娛樂公司」(Columbia Pictures Entertainment, Inc.)，也透過合併哥倫比亞和三星來創立「哥倫比亞/三星」(Columbia/Tri-Star)。兩家公司都繼續以他們的名稱製作和發行電影。1989年，哥倫比亞電影娛樂公司被索尼公司收購。1991年8月7日，哥倫比亞影視娛樂公司更名為索尼影視娛樂，作為索尼的電影製作和發行公司，隨後於1994年將哥倫比亞電視與的三星電視合併組成哥倫比亞三星電視公司。
而隨著「哥倫比亞三星」品牌被「索尼」取代，哥倫比亞三星電視公司於2002年被改命名為索尼影業電視公司。

### 影視娛樂 （1998-至今）
1998年12月8日，在凱旋影業倒閉後(其在同年同月24日重新營運)，幕寶成為哥倫比亞三星影業的第四個電影公司。幕寶作為電影發行商，旨在挖掘類型廣泛度在哥倫比亞影業與索尼經典影業 之間的影片，之後幕寶也維持當初的品牌定位，發行了許多恐怖片、驚悚片、動作片，以及喜劇片。

### 發行電影
1990年代
- 叢林地獄（英语：Limbo (1999 film)）(1999)(首部發行電影)
- 無懈可擊(電影)（英语：Arlington Road）(1999)

2000年代
- 惡靈古堡(2002)
- 決戰異世界(2003)
- 惡靈古堡2：啟示錄(2004)
- 蒸汽男孩(2005)(和日本東寶共同發行)
- 決戰異世界：進化時代(2006)
- 惡靈古堡3：大滅絕(2007)
- 死亡直播(2008)(翻拍自西班牙電影《錄到鬼》)

2010年代
- 惡靈古堡4：陰陽界(2011)
- 決戰異世界：未來復甦(2012)
- 愛·重來(2012)
- 惡靈古堡5：天譴日(2012)
- 天使聖物：骸骨之城(2013)
- 魔女嘉莉 (2013年電影)(2013)
- 惡魔刑事錄(2014)
- 傲慢與偏見與殭屍(2016)
- 暫時停止呼吸 (2016年電影)(2016)
- 決戰異世界：弒血之戰(2016)
- 惡靈古堡：最終章(2017)
- 网络谜踪(2018)
- 靈異乍現(2019)